# コロンビア岬

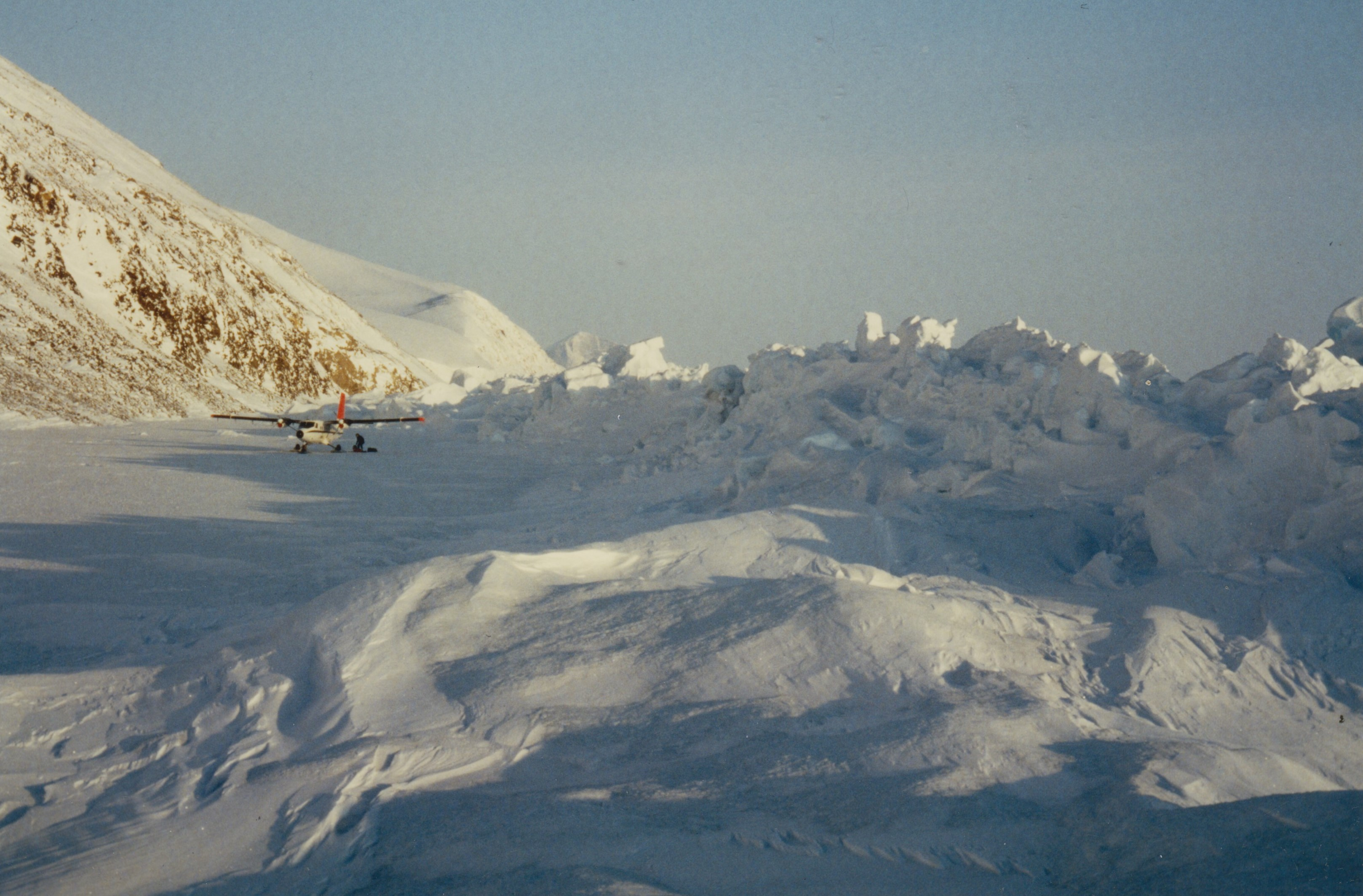
コロンビア岬

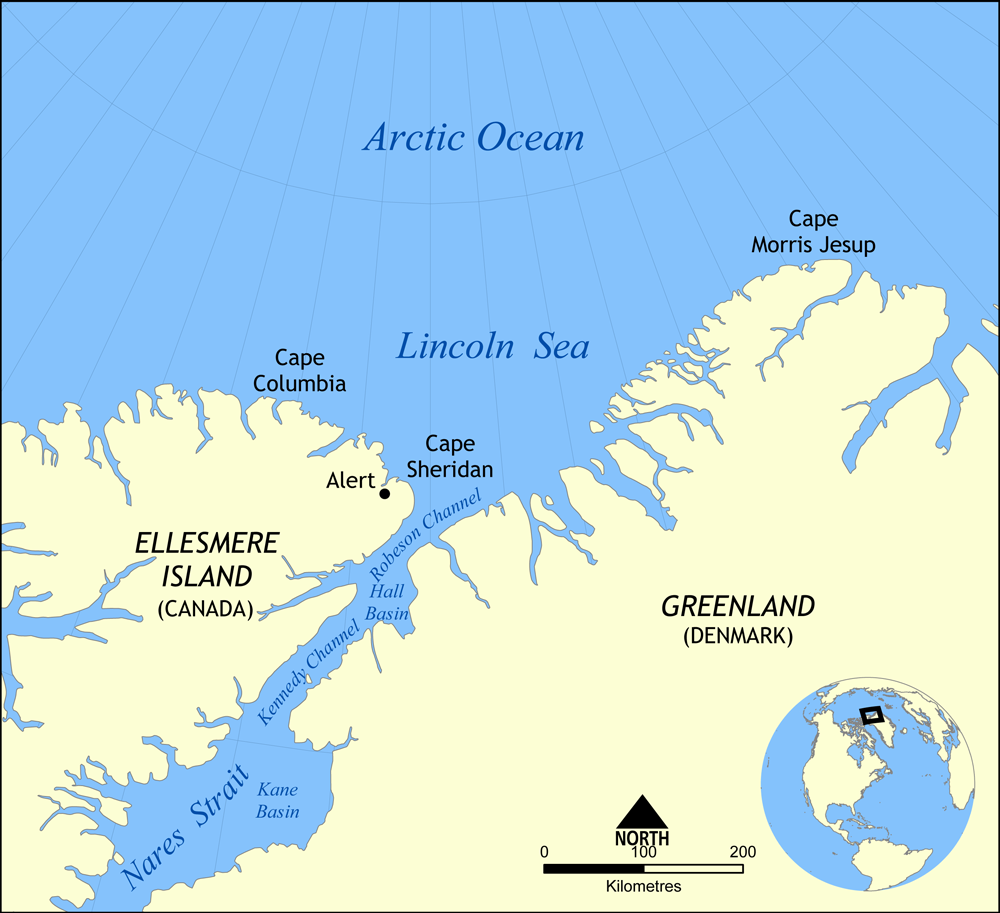
リンカーン海の地図

コロンビア岬（英語: Cape Columbia）はカナダのヌナブト準州クィキクタアルク地域にあるエルズミア島の北端。北緯83度7分、西経70度28分でカナダ最北の場所である。また、グリーンランド以外でも最北の地であり、北極点までの距離は769kmである。リンカーン海の西端ともなっている。
1876年にPelham Aldrichがヨーロッパ人として初めてこの地に到達した。また、1909年には北極点到達を目指したロバート・ピアリーがコロンビア岬を最も北の拠点に選んでいる。